# 大釜瀑布
大釜瀑布是位在日本德島縣那賀郡那賀町的一條瀑布，被選入日本瀑布百選、德島88景、德島水紀行50選之中。

## 簡介
該落差有2公尺的瀑布位在源自雲早山（1496m）的那賀川支流釜谷川流域裡，以其豐沛的水量為特色。此外瀑布底下的「滝壺」（瀑布下方河底凹陷處）有15公尺深，並有大蛇棲息在裡頭的傳說。而在瀑布的周圍則是高100公尺的峭壁。
該瀑布只要坐車便可輕易在國道193號的旁邊眺望到。

## 交通資訊
- 從日本德島縣那賀町木澤支所坐車約25分鐘，可於國道193號旁邊看到。不過並沒有停車場。

## 附近景點
- 釜谷溪谷（日语：釜ヶ谷渓谷）
- 小釜瀑布
- 大轟瀑布

## 外部連結
- 大釜の滝（那賀町ホームページ）
- 大釜の滝（阿波ナビ）